# Max-Philippe Delavouët
Max-Philippe Delavouët (Mas-Felipe Delavouët in provenzale; Marsiglia, 22 febbraio 1920 – Salon-de-Provence, 18 dicembre 1990) è stato un poeta e scrittore francese di espressione provenzale e francese.

## Biografia
Max-Philippe Delavouët, nato a Marsiglia il 22 febbraio 1920, ma rimasto orfano in giovanissima età, andò quindi a vivere da sua nonna materna a Grans ( Bocche del Rodano (dipartimento) ). Lì si trova il Mas du Bayle-Vert, nel Crau irrigato, ai piedi delle Alpilles; da cui si allontanò arruolatosi come volontario dal novembre 1938 al novembre 1941, quando vi ritornò, deciso a scrivere e diventare un contadino coltivando la terra fino alla sua morte avvenuta il 18 dicembre 1990.
A Bayle-Vert parallelamente alla sua creazione letteraria, intraprese un'opera editoriale artigianale su piccola scala: utilizzando carta fine, pubblicò le sue opere e quelle dei suoi amici illustrando queste ultime lui stesso attraverso la creazione di un personaggio tipografico originale chiamato Touloubre, che prende il nome dal fiume che innaffia Grans, poi sviluppato da Yves Rigoir.
Delavouët inoltre stava sviluppando un'importante opera grafica composta da : xilografia e linoleum, guazzi, cartoni per arazzi, calligrafia...

## L'opera letteraria
L'opera letteraria di Max-Philippe Delavouët  è essenzialmente poetica, scritta in provenzale ( ortografia mistraliana ) con una traduzione francese a fronte all'autore. Delavouët è impegnato nella difesa di una letteratura esigente, attraverso la sua attività editoriale e all'interno del Groupamen d'Estùdi Prouvençau (Groupement d'Études Provençales), fondato nel 1952.
Dopo la pubblicazione delle sue prime poesie sulle riviste Fe, Armana prouvençau e Marsyas, Delavouët creò la collezione dei Libri di Bayle-Vert, inaugurata da Quatre cantico pèr l'age d'or ( Quattro cantici per l'età d'oro, 1950) illustrato con litografie di Auguste Chabaud.
Seguì un'intensa attività creativa ed editoriale con la pubblicazione di grandi poesie a volte date in anticipo alle riviste: Istòri dóu rie mort que anavo à la desciso ( History of the Dead King Who Descend the River, 1961); Camin de la crous ( Via Crucis, 1966); Fablo de l'ome e de si soulèu ( Fable of Man and His Suns, 1968).
Pubblicò e illustrò, anche in questa raccolta, alcuni poeti provenzali: Joseph d'Arbaud, Fernand Moutet, Jean-Calendal Vianès, Sully-André Peyre.
Delavouët scrisse e fece eseguire diverse opere teatrali, tra cui Tistet-la-Roso o Lou quiéu dóu pastre sènt toujour la ferigoulo ( Tistet-la-Rose, o The Cul du Berger Shepherd Always Odour Thyme ), e un "balletto parlato ”, Lou cor d'Amour amourousi, dalle luminarie del libro del Cuore dell'amore innamorato del re René d'Angiò.
Scrisse anche la sceneggiatura del film La Marche des Rois, diretto da Yves Rigoir con le decorazioni di Paul Coupille, e trasmesso dalla televisione francese.
Fu nel 1971 che i primi due volumi del suo lavoro principale apparvero in José Corti  : Pouèmo, in cui vengono aggiunti otto pezzi inediti a tre già pubblicati. Nel 1977, sempre da Corti, apparve il Balado d'Aquéu que fasié Rouland ( Ballade dell'uomo che fece Roland ), che occupò da solo il terzo volume di Pouèmo, mentre gli ultimi due volumi furono pubblicati dal Centro di Ricerca e di Studi meridionali (CREM, Saint-Rémy-de-Provence) : il quarto nel 1988; il quinto, il Cant de la tèsto pleno d'aviho ( Canto della testa piena di api ), completato nel 1985, sarà pubblicato dopo la morte del poeta nel 1991.
Delavouët ricevette vari premi per il suo lavoro: il Premio Maestrale nel 1951, il Premio Rodano Academy nel 1961 e il Premio letterario Provenza nel 1973.
Jean-Daniel Pollet dedicò a Delavouët, nel periodo 1989-1990, un film per il programma Océaniques su FR3: L'albero e il sole   : Mas-Felipe Delavouët e il suo paese, trasmessi in televisione dopo la morte del poeta nel 1991.

## Pubblicazioni
L'esaustiva bibliografia del poeta si trova nei fascicoli di Claude Mauron, 1992 e 2001 (vedi Fonti).

### Poesia
- Quatre cantico pèr l'age d'or ( Quattro cantici per l'età d'oro ) che riunisce Cantico dóu bóumian que fuguè torero ( Cantico dello zingaro che era torero ); Cantico de l'ome davans soun fiò ( Cantico dell'uomo davanti al suo fuoco ); Cantico pèr lou blad ( Cantico del grano ); Cantico pèr nosto amo roumano ( Cantico per la nostra anima romanica ), litografie di Auguste Chabaud, Bayle-Vert, 1950.
- Uno pichoto Tapissarié de la Mar ( Un piccolo arazzo del mare ), xilografie di Henri Pertus, Bayle-Vert, 1951.
- Pouèmo pèr Evo ( Poème pour Eve ), xilografie di Jean-Pierre Guillermet, Bayle-Vert, 1952.
- Istòri dóu Rèi mort que anavo à la desciso ( Storia del re morto che discese il fiume ), Bayle-Vert, 1961.
- Amour di Quatre Sesoun ( Amore delle quattro stagioni ), Bayle-Vert, 1964.
- Camin de la Crous ( Via Crucis ), Bayle-Vert, 1966.
- Fablo de l'Ome e de si soulèu ( Favola dell'uomo e dei suoi soli ), Bayle-Vert, 1968.
- Pouèmo I : Pouèmo pèr Evo ( Poesia per Eva ); Courtege de la Bello Sesoun ( Cortège de la Belle Saison ); Blasoun de la Dono d'Estiéu ( Blasone della Signora dell'Estate ); Cansoun de la mai auto Tourre ( Canzone della torre più alta ); Ço che Tristan disié sopra il marzo (Che Tristan ha detto del mare), Ed. José Corti 1971.
- Pouèmo II  : Danso de la pauro Ensouleiado ( Dance of the Poor Sunny ); Camin de la Crous ( Via Crucis ); Pèiro escricho de la Roso ( Pietra scritta della Rosa ); Istòri dóu Rèi mort que anavo à la desciso ( Storia del re morto che discese il fiume ); Lou Pichot Zoudiaque ilustra ( Il piccolo zodiaco illustrato ); Lusernàri dóu Cor flecha ( Lucernario del Cuore della Freccia ), Ed. José Corti, 1971.
- Pouèmo III : Podcast di aquu que fasié Rouland ( Ballata dell'uomo che ha creato Roland ), Ed. José Corti, 1977.
- Pouèmo IV  : Inferto à la Rèino di mar ( Offrendo alla regina dei mari ); Ouresoun de l'Ome de vèire ( Preghiera dell'uomo di vetro ); Dicho de l'Aubre entre fueio e racino ( detto dell'albero tra foglie e radici ), CREM, Saint-Rémy-de-Provence, 1983.
- Pouèmo V  : Cant de la tèsto pleno d'aviho ( Canto della testa piena di api ), CREM, Saint-Rémy-de-Provence, 1991.
- Cansoun de amour dificile ( Canzone dell'amore difficile ), Bayle-Vert, 1993.
- Cansoun de la Printaniero ( Canzone della Printanière ), illustrazioni di Charles-François Philippe, Bayle-Vert, Grans, 2005.
- L'Addormentato ( L'Endourmido), in Antologia della poesia francese del XX secolo, vol. 2, Gallimard (Poesia), 2000.
- Lou Camin de la Crous di Gardian ( La Via Crucis dei Gardiani ), Ed. L'Aucèu libre, 2009, introduzione e note di Claude Mauron.

### Poesia, riedizioni
- Cantico pèr nosto amo roumano ( Cantico per la nostra anima romanica ), CRDP, 1979.
- Cantico dóu bóumian que fuguè torero ( Canzone dello zingaro che era un torero ), CREM, Saint-Rémy-de-Provence, 1990.
- Fablo de l'ome e de si soulèu ( Favola dell'uomo e dei suoi soli ), CREM, Saint-Rémy-de-Provence, 1996.
- Cantico pèr lou blad ( Cantico del grano ) e Cantico de l'ome davans soun fiò ( Cantico dell'uomo davanti al suo fuoco ), CREM, Saint-Rémy-de-Provence, 2001.
- Pouèmo pèr Evo ( Poema per Eva ), Centre Mas-Felipe Delavouët, Grans, 2010.
- Courtege de la bello sesoun ( Processione della bella stagione ), CM-FD, Grans, 2012.
- Istòri dóu réi mort que anavo à la desciso ( Storia del re morto che è disceso dal fiume ), CM-FD, Grans, 2013.
- Cansoun de la mai auto tourre ( Canzone della torre più alta ), CM-FD, Grans, 2014.
- Lou pichot Zoudiaque ilustra ( Il piccolo zodiaco illustrato ), CM-FD, Grans, 2015.
- Amour di Quatre Sesoun ( Amour des Quatre Saisons ), CM-FD, 2015 [riedizione in facsimile ridotto].
- Ço che Tristan disié sopra il marzo (Che Tristan ha detto del mare), CM-FD 2017.
- Blasoun de la Dono d'Estiéu ( Blason of the Lady of Summer ), CM-FD, 2017.
- Danso de la pauro Ensouleiado ( Dance of the poor Sunny ), CM-FD, 2018.
- Camin de la Crous ( Via Crucis ), CM-FD, 2019.

### CollezionetematicaBelugueto(Etincelle)
- Pastori e branchi, Centre Mas-Felipe Delavouët, Grans, 2018.
- les Oiseaux, Centre Mas-Felipe Delavouët, Grans, 2019.

### Altre opere poetiche
- Gli alberi di Ben Lisa, fotografie originali di René Ben Lisa, stampa serigrafica di Yves Rigoir, poesie di Max-Philippe Delavouët, 1964 (13 copie).
- Harvest, fotografie originali di Yves Rigoir accompagnate da poesie di Max-Philippe Delavouët, Lambesc, 1967 (14 copie).
- Sabo, fotografie originali di Yves Rigoir accompagnate da testi bilingui di Max-Philippe Delavouët, Lambesc, 1988 (14 copie).
- Scritture, fotografie originali di Martha Jordan, accompagnate da poesie di Max-Philippe Delavouët, Ginevra, 1988 (30 copie).
- L'Ange foudroyé, fotografie originali di Martha Jordan, accompagnate da poesie di Max-Philippe Delavouët, Ginevra, 1990 (30 copie).

### Teatro
- Teatre ( Teatro ) che riunisce Ercule e lou roussignòu ( Ercole e l'usignolo ); Benounin e li capitàni ( Bénounin e i capitani ); Lis escalié de Buous ( L'escalier de Buoux ), CREM, 2000.
- Lou Cor d'Amour amourousi ( Love Heart in Love ), CM-FD, Grans, 2011.
- Tistet-la-Roso o lou quiéu dóu pastre sènt ancora la ferigoulo ( Tistet-la-Rose o il culo del pastore odora sempre di timo ), CM-FD / CREM, Grans, 2016.

### Prefazioni
- Durance, fotografie originali di Yves Rigoir, Lambesc, 1961.
- Oggetti scolpiti dai pastori di Provenza, fotografie originali di Yves Rigoir, Bayle-Vert, 1965.
- Le ballate di François Villon, Louis Jou, 1974.
- La popolare tradizione provenzale di René Jouveau, ed. du Message, Berna, [sd] con illustrazioni di Max-Philippe Delavouët.
- Patrimòni ( Patrimoine ), La Dicho dóu Vièi Granouien, ( Le Dire du Vieux Gransois ), CRDP, Marsiglia, 1981.
- Auguste Chabaud   : The Man and the Frame, ed. Art Circle, 1983.

### Cinema
- La Marche des rois, diretto da Yves Rigoir, sceneggiatura di Max-Philippe Delavouët, set di Paul Coupille, Ginevra, TV romande, 1966.
- L'albero e il sole   : Mas-Felipe Delavouët e il suo paese, film di Jean-Daniel Pollet, programma Océaniques, FR3, 1991.

### Fonti
- Claude Mauron, Bibliografia di Mas-Felipe Delavouët, Center for Southern Research and Studies, 1992.
- Claude Mauron, Bibliografia di Mas-Felipe Delavouët   : primo supplemento, Center for Southern Research and Studies, 2001.
- Claude Mauron, La vita e l'opera di Max-Philippe Delavouët   : avviso bio-bibliografico, in Polifonie n. 21-22, inverno 1996-1997, p. 49-52.

### Articoli di stampa
Sono elencati esaustivamente fino al 2000 nella bibliografia di Mas-Felipe Delavouët e del suo Supplemento, Claude Mauron, CREM (vedi Fonti); ricorderemo in particolare quelli di Claude Mauron e Céline Magrini.
Articoli pubblicati dopo il 2000
- Claude Mauron, "Introduzione alla geografia poetica del Max-Philippe Delavouët", n "Il pensiero di Midi"  , 2000/1, p. 74-79.
- Philippe Gardy, "Riemergenze dell'epopea nella letteratura occitana della seconda metà del XX secolo", in generi letterari emergenti, testi raccolti e presentati da Jean-Marie Seillan, L'Harmattan, 2005 (p. 265-282).
- Céline Magrini-Romagnoli, "Max-Philippe Delavouët e romana in Provenza," The Latin Francia n, 2008, p. 151-191.
- Philippe Gardy, "Nuovo terroir", p. 9-28; Jean-Yves Casanova, "Echi di parole tra cielo e terra   : Max Rouquette, Max-Philippe Delavouët " , p. 31-47, in Max Rouquette e il risveglio della poesia occitana. Oc poesia nel concerto di scritti poetici europei (1930-1960), Ph. Gardy e M.-J. Verny coord. , Occitano Studi n, PUM, Montpellier, 2009.
- Céline Magrini-Romagnoli, "Adamo e il suo albero con tre scrittori radicanti   : André de Richaud, Charles-Ferdinand Ramuz e Max-Philippe Delavouët ", La France Latine no, 2010, p. 117-192.
- Céline Magrini-Romagnoli, "Cor d'Amour amourousi di Max-Philippe Delavouët, un" balletto parlato "nel moderno provenzale, ispirato al Livre du Coeur d'Amour espris", p. 35-47, in Les Arts et les Lettres en Provence al temps du roi René, di Chantal Connochie-Bourgne e Valérie Gontero-Lauze, PUP, 2013.
- Philippe Gardy, "La Ròsa e la Pèira" in "Tistet-la-Roso o lou quiéu dóu pastre sènt touèn la ferigoulo", Revue Oc no o, 2016, p. 63-65.
- Jean-Yves Casanova, "Mas-Felipe Delavouët, desiderio per il lavoro   : da Pouèmo a Pouèmo ", Università di Pau e Pays de l'Adour (PLH-ELH), 2018
- Estelle Ceccarini, "I libri di Bayle-Vert   : Unica attività editoriale di Mas-Felipe Delavouët ", Aix-Marseille université (CAER), 2018

### Opere critiche
- Jean Thunin, La presenza e il mito: lettura dell'opera poetica di Mas-Felipe Delavouët, La Destinée, Salon-de-Provence, La Destinée, 1984.
- Pierre Boutang, Mas-Felipe Delavouët   : L'Età dell'Oro e il Poema per Eva nella fonte sacra: le api di Delfi II, ed. du Rocher, 2003.
- Felip Gardy, Figuras dau poèta e dau poèma in the escritura occitana contemporeana: Marcela Delpastre, Mas-Felipe Delavouët, Bernat Manciet, Renat Nelli, ed. Jorn, 2003.
- Monica Longobardi , Viaggio in Occitania: Joseph d'Arbaud, Max-Philippe Delavouët, Joan Ganhaire / prefazione di Fausta Garavini, Virtuosa-Mente, 2019.

### Mémoires e tesi universitarie
- Jacky Leroy, L'opera poetica di Mas-Felipe Delavouët: una lettura scritta, Università Cattolica di Lovanio, 1971 (174 p. Dact. ).
- Maryse Wehrung, Mas-Felipe Delavouët, poeta provenzale: problema tematico, sotto la supervisione di Georges Straka, Università di Strasburgo, 1979 (108 p. Dact. ).
- Giacomo Pavan, I motivi della Passione di Cristo nella letteratura occitana   : il Camin de la Crous di Mas-Felipe Delavouët, sotto la supervisione di Monica Longobardi, Università degli Studi di Ferrara, 2018 (143 p. ).

### Recensione
Dal 2010, il Centro Delavouët Mas-Felipe ha pubblicato numerosi articoli e studi nel Cahiers du Bayle-Vert ; ogni numero accompagna un'opera pubblicata o ristampata nel corso dell'anno dal Centro Mas-Felipe Delavouët:
- Cahiers du Bayle-Vert 1, 2010, Around Eve
- Cahiers du Bayle-Vert 2, 2011, Around Coeur d'Amour
- Cahiers du Bayle-Vert 3, 2012, Processione della stagione primaverile
- Cahiers du Bayle-Vert 4, 2013, Around History of the Dead King Who Descended the River
- Cahiers du Bayle-Vert 5, 2014, Around Chanson de plus Tour
- Cahiers du Bayle-Vert 6, 2015, Nel tempo.
- Cahiers du Bayle-Vert 7, 2016, Around the theatre.
- Cahiers du Bayle-Vert 8, 2017, Around Tristan.
- Cahiers du Bayle-Vert 9, 2018, Around dance and summer.
- Cahiers du Bayle-Vert 10, 2019, Around the Way of the Cross.